# San Giacomo il Maggiore (El Greco)
San Giacomo il Maggiore è un dipinto del pittore cretese El Greco  e bottega realizzato nel 1608-1614 e conservato nel Museo del Prado a Madrid in Spagna. 

## Descrizione
Quest'opera fa parte di una serie di El Greco e della sua bottega per la chiesa di Almadrones, nella provincia di Guadalajara, che rappresenta una sequenza di varianti di dipinti degli apostoli per la Cattedrale di Santa María de Toledo.
L'immagine dell'apostolo Giacomo il Maggiore  è la più apprezzata della serie, poiché è rappresentato come un uomo comune. La sua espressione è fortemente radicata nella teoria di Gregorio Marañón, secondo la quale El Greco usava, come modello, i malati mentali dell'Hospital del Nuncio.  La figura manca di attributi identificativi, sebbene sia tremendamente naturalistica e nasconda la sua anatomia con una pesante tunica blu. La potente  luce riflettore e illumina la scena dando un effetto accentuato dalle pennellate forti ed elaborate.